# أنتوني جرانت
أنتوني جرانت (بالإنجليزية: Anthony Grant)‏ (4 يونيو 1987 بلامبيث في المملكة المتحدة - ) هو لاعب كرة قدم بريطاني في مركز الوسط. لعب مع أولدهام أثلتيك وبورت فايل وتشيلسي وستيفيناغ بوروه ونادي لوتون تاون ونادي كرو ألكساندرا ونادي ساوثيند يونايتد وويكمب وندررز.

## وصلات خارجية
- أنتوني جرانت على موقع قاعدة بيانات كرة القدم.إي يو (الإنجليزية)
- أنتوني جرانت على موقع Soccerbase.com (لاعب) (الإنجليزية)
- أنتوني جرانت على موقع Soccerway.com (الإنجليزية)
- أنتوني جرانت على موقع عالم كرة القدم.نت (الإنجليزية)